# Ide Schelling
Ide Schelling (* 6. února 1998) je nizozemský profesionální silniční cyklista jezdící za UCI WorldTeam Astana Qazaqstan Team.

## Hlavní výsledky
2015
Ronde des Vallées
3. místo celkově
 vítěz soutěže mladých jezdců
Keizer der Juniores
5. místo celkově
5. místo Omloop der Vlaamse Gewesten
Sint-Martinusprijs Kontich
8. místo celkově
vítěz 1. etapy (TTT)
Driedaagse van Axel
9. místo celkově
2016
Ronde des Vallées
 celkový vítěz
vítěz 1. etapy
Oberösterreich Juniorenrundfahrt
2. místo celkově
 vítěz vrchařské soutěže
Grand Prix Rüebliland
4. místo celkově
vítěz 1. etapy
GP Général Patton
6. místo celkově
Mistrovství světa
7. místo silniční závod juniorů
Internationale Niedersachsen-Rundfahrt der Junioren
7. místo celkově
 vítěz vrchařské soutěže
2017
Grand Prix Priessnitz spa
 vítěz vrchařské soutěže
2018
4. místo Lutych–Bastogne–Lutych Espoirs
2019
Ronde de l'Isard
6. místo celkově
Giro della Valle d'Aosta
8. místo celkově
vítěz 1. etapy
2021
vítěz Grosser Preis des Kantons Aargau
Kolem Norska
2. místo celkově
4. místo Brabantský šíp
Národní šampionát
4. místo časovka
Kolem Belgie
5. místo celkově
5. místo Circuito de Getxo
5. místo GP Industria & Artigianato di Larciano
Tour de France
lídr  po etapách 1 a 3 – 6
 cena bojovnosti po 1. etapě
2023
Kolem Slovinska
 vítěz bodovací soutěže
vítěz 3. etapy
Kolem Baskicka
vítěz 2. etapy
8. místo Muscat Classic

### Výsledky na Grand Tours
| Grand Tour      | 2020 | 2021 |
| --------------- | ---- | ---- |
| Giro d'Italia   | —    | —    |
| Tour de France  | —    | 119  |
| Vuelta a España | 69   | —    |

| —   | Nezúčastnil se |
| DNF | Nedokončil     |